# Кшечково-Ґромадзин
Кшечково-Ґромадзин (пол. Krzeczkowo-Gromadzyn) — село в Польщі, у гміні Чижев Високомазовецького повіту Підляського воєводства.
Населення — 103 особи (2011).
У 1975-1998 роках село належало до Ломжинського воєводства.

## Демографія
Демографічна структура станом на 31 березня 2011 року:
|          | Загалом | Допрацездатний вік | Працездатний вік | Постпрацездатний вік |
| -------- | ------- | ------------------ | ---------------- | -------------------- |
| Чоловіки | 58      | 10                 | 45               | 3                    |
| Жінки    | 45      | 4                  | 26               | 15                   |
| Разом    | 103     | 14                 | 71               | 18                   |